# Campeonato Mundial de Remo de 2013
El XLIII Campeonato Mundial de Remo se celebró en Chungju (Corea del Sur) entre el 25 de agosto y el 1 de septiembre de 2013 bajo la organización de la Federación Internacional de Sociedades de Remo (FISA) y la Federación Surcoreana de Remo.
Las competiciones se realizaron en el lago Tangeum, ubicado al noroeste de la ciudad surcoreana.

## Medallistas

### Masculino
| Evento                                 | Oro | Plata | Bronce |
| -------------------------------------- | --- | --- | --- |
| Scull individual M1X (01.09)           | Ondřej Synek · República Checa · 6:45,24 | Ángel Fournier Rodríguez · Cuba · 6:48,91 | Marcel Hacker · Alemania · 6:49,39 |
| Doble scull M2X (01.09)                | Nils Jakob Hoff · Kjetil Borch · Noruega · 6:09,51 | Rolandas Maščinskas · Saulius Ritter · Lituania · 6:10,87 | Francesco Fossi · Romano Battisti · Italia · 6:12,54 |
| Cuatro scull M4X (31.08)               | David Šain · Martin Sinković · Damir Martin · Valent Sinković · Croacia · 5:53,57 | Karl Schulze · Paul Heinrich · Lauritz Schoof · Tim Grohmann · Alemania · 5:54,39                                                                                               | Graeme Thomas Sam Townsend Charles Cousins Peter Lambert Reino Unido 5:54,78                                                                                 |
| Dos sin timonel M2- (31.08)            | Eric Murray Hamish Bond Nueva Zelanda 6:34,98 | Germain Chardin Dorian Mortelette Francia 6:41,74 | Rogier Blink · Mitchel Steenman · Países Bajos · 6:45,67 |
| Dos con timonel M2+ (30.08)            | Luca Parlato · Vincenzo Abbagnale · Enrico D'Aniello (t) · Italia · 7:09,15 | Paul Schröter · Bastian Bechler · Jonas Wiesen (t) · Alemania · 7:12,34 | Matthieu Moinaux Laurent Cadot Benjamin Manceau (t) Francia 7:13,50                                                                                          |
| Cuatro sin timonel M4- (31.08)         | Boaz Meylink · Kaj Hendriks · Mechiel Versluis · Robert Lücken · Países Bajos · 5:13,95                                                                                                | William Lockwood Alexander Lloyd Spencer Turrin Joshua Dunkley-Smith Australia 5:14,58                                                                                          | Grant James Seth Weil Henrik Rummel Michael Gennaro Estados Unidos 5:15,46                                                                                   |
| Ocho con timonel M8+ (31.08)           | Daniel Ritchie Thomas Ransley Alexander Gregory Peter Reed Mohamed Sbihi Andrew Triggs Hodge George Nash William Satch Phelan Hill (t) Reino Unido 5:50,35                             | Hannes Ocik · Maximilian Munski · Eric Johannesen · Maximilian Reinelt · Anton Braun · Felix Drahotta · Richard Schmidt · Kristof Wilke · Martin Sauer (t) · Alemania · 5:30,82 | Ian Silveira Ross James Nareg Guregian Ambrose Puttmann Austin Hack Stephen Kasprzyk Thomas Dethlefs Thomas Peszek Zachary Vlahos (t) Estados Unidos 5:33,92 |
| Scull individual ligero LM1X (30.08)   | Henrik Stephansen Dinamarca 7:11,13 | Jérémie Azou Francia 7:12,94 | Péter Galambos · Hungría · 7:14,38 |
| Doble scull ligero LM2X (31.08)        | Kristoffer Brun · Are Strandli · Noruega · 6:36,04 | Simon Schürch · Mario Gyr · Suiza · 6:37,11 | Richard Chambers Peter Chambers Reino Unido 6:38,04 |
| Cuatro scull ligero LM4X (30.08)       | Yeoryos Kónsolas · Spyridon Yánnaros · Panayotis Magdanís · Eleftherios Kónsolas · Grecia · 6:03,44                                                                                    | Moritz Moos · Julius Peschel · Jonas Schützeberg · Jason Osborne · Alemania · 6:05,55                                                                                           | Paolo Ghidini · Matteo Mulas · Andrea Cereda · Francesco Rigon · Italia · 6:07,19                                                                            |
| Dos sin timonel ligero LM2- (30.08)    | Simon Niepmann · Lucas Tramèr · Suiza · 6:49,85 | Elia Luini · Martino Goretti · Italia · 6:51,48 | Sam Scrimgeour Mark Aldred Reino Unido 6:52,08 |
| Cuatro sin timonel ligero LM4- (01.09) | Kasper Jørgensen Jacob Larsen Jacob Barsøe Morten Jørgensen Dinamarca 5:55,68 | James Hunter James Lassche Peter Taylor Curtis Rapley Nueva Zelanda 5:57,28 | Adam Freeman-Pask William Fletcher Jonathan Clegg Christopher Bartley Reino Unido 5:59,98                                                                    |
| Ocho con timonel ligero LM8+ (30.08)   | Simone Molteni · Catello Amarante · Petru Zaharia · Leone Barbaro · Stefano Oppo · Vincenzo Serpico · Francesco Schisano · Paolo Di Girolamo · Enrico D'Aniello (t) · Italia · 6:02,27 | John Price John McDonnell Timothy Widdicombe Alister Foot Blair Tunevitsch Darryn Purcell Nicholas Silcox Simon Nola Timothy Webster (t) Australia 6:06,51                      | David Morgenstern Bryan Pape Tobin McGee Brendon Mulvey Dorian Weber Joshua Getz Peter Gibson Sean Gibel Michael Hwan (t) Estados Unidos 6:10,20             |

### Femenino
| Evento                               | Oro | Plata | Bronce |
| ------------------------------------ | --- | --- | --- |
| Scull individual W1X (01.09)         | Kimberley Crow Australia 7:31,34 | Emma Twigg Nueva Zelanda 7:33,57 | Miroslava Knapková · República Checa · 7:36,88 |
| Doble scull W2X (01.09)              | Donata Vištartaitė · Milda Valčiukaitė · Lituania · 6:51,82 | Fiona Bourke Zoe Stevenson Nueva Zelanda 6:51,86 | Yekaterina Karsten · Yuliya Bichyk · Bielorrusia · 6:55,90 |
| Cuatro scull W4X (31.08)             | Annekatrin Thiele · Carina Bär · Julia Richter · Britta Oppelt · Alemania · 6:41,86                                                                             | Emily Cameron · Katharine Goodfellow · Carling Zeeman · Antje von Seydlitz-Kurzbach · Canadá · 6:45,02                                                                             | Sylwia Lewandowska · Joanna Leszczyńska · Magdalena Fularczyk · Natalia Madaj · Polonia · 6:46,27                                                                        |
| Dos sin timonel W2- (31.08)          | Helen Glover Polly Swann Reino Unido 6:22,82 | Roxana Cogianu · Nicoleta Albu · Rumania · 6:25,75 | Kayla Pratt Rebecca Scown Nueva Zelanda 6:27,58 |
| Cuatro sin timonel W4- (30.08)       | Emily Huelskamp Olivia Coffey Tessa Gobbo Felice Mueller Estados Unidos 6:43,15                                                                                 | Sarah Black · Christine Roper · Natalie Mastracci · Cristy Nurse · Canadá · 6:47,62                                                                                                | Hannah Vermeersch Alexandra Hagan Charlotte Sutherland Lucy Stephan Australia 6:49,26                                                                                    |
| Ocho con timonel W8+ (01.09)         | Amanda Polk Kerry Simmonds Emily Regan Lauren Schmetterling Grace Luczak Meghan Musnicki Victoria Opitz Caroline Lind Katelin Snyder (t) Estados Unidos 6:02,14 | Cristina Ilie · Ionelia Zaharia · Cristina Grigoraș · Ioana Crăciun · Camelia Lupașcu · Andreea Boghian · Roxana Cogianu · Nicoleta Albu · Daniela Druncea (t) · Rumania · 6:07,04 | Lisa Roman · Jennifer Martins · Carolyn Ganes · Susanne Grainger · Sarah Black · Christine Roper · Natalie Mastracci · Cristy Nurse · Kristen Kit (t) · Canadá · 6:09,34 |
| Scull individual ligero LW1X (30.08) | Michaela Taupe-Traer · Austria · 7:50,62 | Ekaterini Nikolaídu · Grecia · 7:53,23 | Ruth Walczak Reino Unido 7:54,12 |
| Doble scull ligero LW2X (31.08)      | Laura Milani · Elisabetta Sancassani · Italia · 6:17,31 | Kristin Hedstrom Kathleen Bertko Estados Unidos 6:20,73 | Lena Müller · Anja Noske · Alemania · 6:22,24 |
| Cuatro scull ligero LW4X (30.08)     | Mirte Kraaijkamp · Maaike Head · Rianne Sigmond · Marie-Anne Frenken · Países Bajos · 6:49,80                                                                   | Rachel Stortvedt Hillary Saeger Helen Tompkins Nancy Miles Estados Unidos 6:54,22                                                                                                  | Greta Masserano · Enrica Marasca · Giulia Pollini · Eleonora Trivella · Italia · 6:57,06                                                                                 |

## Medallero
| Núm. | País            | Oro | Plata | Bronce | Total |
| ---- | --------------- | --- | ----- | ------ | ----- |
| 1    | Italia          | 3   | 1     | 3      | 7     |
| 2    | Estados Unidos  | 2   | 2     | 3      | 7     |
| 3    | Reino Unido     | 2   | 0     | 5      | 7     |
| 4    | Países Bajos    | 2   | 0     | 1      | 3     |
| 5    | Dinamarca       | 2   | 0     | 0      | 2     |
| 5    | Noruega         | 2   | 0     | 0      | 2     |
| 7    | Alemania        | 1   | 4     | 2      | 7     |
| 8    | Nueva Zelanda   | 1   | 3     | 1      | 5     |
| 9    | Australia       | 1   | 2     | 1      | 4     |
| 10   | Grecia          | 1   | 1     | 0      | 2     |
| 10   | Lituania        | 1   | 1     | 0      | 2     |
| 10   | Suiza           | 1   | 1     | 0      | 2     |
| 13   | República Checa | 1   | 0     | 1      | 2     |
| 14   | Austria         | 1   | 0     | 0      | 1     |
| 14   | Croacia         | 1   | 0     | 0      | 1     |
| 16   | Canadá          | 0   | 2     | 1      | 3     |
| 16   | Francia         | 0   | 2     | 1      | 3     |
| 18   | Rumania         | 0   | 2     | 0      | 2     |
| 19   | Cuba            | 0   | 1     | 0      | 1     |
| 20   | Bielorrusia     | 0   | 0     | 1      | 1     |
| 20   | Hungría         | 0   | 0     | 1      | 1     |
| 20   | Polonia         | 0   | 0     | 1      | 1     |
|      | TOTAL           | 22  | 22    | 22     | 66    |